# For Whom the Bell Tolls (Lied)
For Whom the Bell Tolls („Wem die Stunde schlägt“) ist ein Lied der US-amerikanischen Metal-Band Metallica. Es ist der dritte Song des Albums Ride the Lightning aus dem Jahr 1984 und wurde außerdem als Promo-Single von Elektra Records veröffentlicht. Das Lied wurde von James Hetfield, Lars Ulrich und Cliff Burton geschrieben.
Das chromatische Intro, welches oft für ein Gitarrenriff gehalten wird, wurde in Wahrheit von Bassist Burton mit Hilfe von Verzerrungs- und Wah-Wah-Effekten gespielt. Er schrieb es, bevor er Metallica beitrat und präsentierte es bei einem „Battle of the Bands“ mit seiner ersten Band Agent of Misfortune, in der auch Gitarrist Jim Martin von Faith No More Mitglied war. 1996 wurde die Band für diesen Song für den Grammy Award for Best Metal Performance nominiert, den dann jedoch Nine Inch Nails gewannen.

## Hintergrund
For Whom the Bell Tolls gilt als erster klassischer Heavy-Metal-Song der bis dahin reinen Thrash-Metal-Band Metallica. Aufgenommen wurde der Song wie alle anderen Lieder von Ride the Lightning in den Sweet-Silence-Studios in Kopenhagen, Dänemark, mit Unterstützung des Labels Elektra Records. Als Komponisten werden Cliff Burton, James Hetfield und Lars Ulrich genannt, als Produzenten Flemming Rasmussen, Mark Whitaker und Metallica selbst. Kirk Hammetts Outro-Gitarrensolo ist in diesem Stück vergleichsweise stark in den Hintergrund gemischt worden und ist daher schwer herauszuhören.

## Inhalt
Inhaltlich thematisiert der Text von For Whom the Bell Tolls eine Episode aus dem Buch Wem die Stunde schlägt von Ernest Hemingway, in der der Guerillaführer El Sordo auf einem Hügel umzingelt ist und gemeinsam mit fünf Gefährten bei einem Luftangriff umkommt.

## Auszeichnungen für Musikverkäufe
| Land/Region                  | Auszeichnungen für Musikverkäufe (Land/Region, Auszeichnung, Verkäufe) | Verkäufe  |
| ---------------------------- | ---------------------------------------------------------------------- | --------- |
| Australien (ARIA)            | 2× Platin                                                              | 140.000   |
| Neuseeland (RMNZ)            | Platin                                                                 | 30.000    |
| Vereinigte Staaten (RIAA)    | 3× Platin                                                              | 3.000.000 |
| Vereinigtes Königreich (BPI) | Gold                                                                   | 400.000   |
| Insgesamt                    | 1× Gold · 6× Platin ·                                                  | 3.570.000 |

Hauptartikel: Metallica/Auszeichnungen für Musikverkäufe

## Coverversionen und andere Bezüge zum Lied
- Neuauflage von Metallica mit dem San Francisco Symphony Orchestra unter der Leitung von Michael Kamen, veröffentlicht auf dem Livealbum S&M.[7]
- Trivium coverte den Song während ihrer Entstehungszeit.
- Sum 41 kombinierte einige Metallica-Songs miteinander und spielte das Ergebnis zum 20-jährigen Jubiläum von Metallica bei MTV.[8] Außerdem spielten sie es, neben vielen anderen Metallica-Stücken, im Rahmen einer Metallica-Covershow in Hoodwink nahe London 2009 mit ihrem neuen Leadgitarristen Tom Thacker.
- Apocalyptica spielte For Whom the Bell Tolls wie viele andere Metallica-Songs mit vier Celli.[9] Diese Version wurde veröffentlicht auf dem Album Inquisition Symphony (1998).
- Moonsorrow spielten den Song auf ihrer EP Tulimyrsky (2008). Dort ist eine 7:43 Minuten lange Version zu finden.
- Artillery coverte den Song, allerdings wurde er nie veröffentlicht.
- Die Excrementory Grindfuckers parodierten das Lied auf ihrem Album Fertigmachen, Szeneputzen! (2004) unter dem Titel For Whom the Shit Rolls. In dieser instrumentalen Version wurden anstelle von Gitarren Blockflöten verwendet.
- Im Lied Mope der Band The Bloodhound Gang aus dem Jahre 2000, ist im Refrain das Intro von For Whom the Bell Tolls zu hören.
- Blue Öyster Cult spielte zusammen mit Megadeth ein Cover als Tribute für Metallica ein.
- Sunn O))) schrieben eine Coverversion des Songs in ihrem eigenen Drone Doom Stil, den sie F. W. T. B. T. (I Dream of Lars Ulrich Being Thrown Through the Bus Window Instead of My Mystikal Master Kliff Burton) nannten, der Song ist auf ihrem Album Flight of the Behemoth.

## Liveumsetzung
Die Liveversionen von For Whom the Bell Tolls zeichnen sich durch immer variierende und sehr ausgeprägte Basssoli aus, die vor dem Intro gespielt werden. Meist wird das Bassintro auch noch durch Tapping und Bending verziert. Weiterhin folgt vom Outro meist ein direkter Übergang in das folgende Stück, eingeleitet durch ein Solo von Kirk Hammett.

## Trivia
Für den Film Zombieland aus dem Jahr 2009 wurde das Lied für das Intro verwendet. In dem Horrorfilm Devil’s Candy von 2015 erklingt der Song während des Abspanns.